# امكديات

تعديل مصدري - تعديل

امكديات هي إحدى قرى عزلة جيشان بمديرية جيشان التابعة لمحافظة أبين، بلغ تعداد سكانها 164 نسمة حسب تعداد اليمن لعام 2004.